# Безміалем-султан
Безміалем-султан (* 1807 — 2 травня 1853) — дружина султана Османської імперії Махмуда ІІ, матір османського султана Абдул-Меджида I.
Опинилась у турецькому гаремі та стала дружиною Османського султана Махмуда ІІ. Від цього шлюбу в них народився майбутній султан Абдул-Меджид I. Брала активну участь у політичному житті Османської імперії. Сприяла будівництву лікарень та шкіл по всій імперії. 